# Disney Junior (Italia)
Disney Junior era un canale televisivo italiano per bambini dai 3 ai 7 anni edito da The Walt Disney Company, versione italiana dell'omonima rete televisiva statunitense. Dopo la chiusura del canale, i suoi contenuti sono stati resi disponibili on-demand sulla piattaforma a pagamento Disney+, con il nome Disney Jr..

## Storia
Il canale nasce il 14 maggio 2011, in seguito al rebrand di Playhouse Disney. Era disponibile a pagamento all'interno della piattaforma Sky Italia e, fino al 30 settembre 2016, anche su Mediaset Premium.
Dal 1º febbraio 2012 il canale insieme al suo timeshift è trasmesso in formato panoramico 16:9.
Dall'11 febbraio 2019 Disney Junior cambia logo contemporaneamente alla versione europea.
Da ottobre 2019 Disney Junior è stato trasmesso in Svizzera in sostituzione di Disney XD.
Il 1º aprile 2020 il canale ha cessato le proprie trasmissioni in Svizzera.
Il 1º maggio 2020 il canale e il suo timeshift cessarono di esistere, con i contenuti del canale che vennero spostati in modo on-demand sulla piattaforma commerciale Disney+, ritornando anche al logo usato fino al 2019.

### Eventi
Nel 2011 si è tenuto il Disney Junior in Tour, un villaggio tematico gratuito con diverse aree creative basate sui programmi del canale, in diverse città italiane. L'evento si è ripetuto nel 2015.
Nell'ottobre 2014 si è tenuto il Disney Junior Party nei cinema italiani, con la proiezione in anteprima di alcuni episodi di Jake e i pirati dell'Isola che non c'è, Sofia la principessa e Dottoressa Peluche.

## Contenuti
Disney Junior trasmetteva programmi adatti ai piccoli e ai grandi per educare divertendo. Del vecchio Playhouse Disney rimanevano i programmi come Art Attack, La casa di Topolino e Manny Tuttofare, ma vennero anche offerte nuove produzioni come Jake e i pirati dell'isola che non c'è e Babar e le avventure di Badou. A seguito della chiusura di Toon Disney, sono state trasmesse anche alcune serie classiche come La sirenetta - Le nuove avventure marine di Ariel e Da Il Re Leone: Timon e Pumbaa.

## Loghi

Logo usato dal 2011 al 2019 e poi dal 2020 al 2024 sulla piattaforma Disney+
Logo usato dal 2019 al 2020

## Programmazione

### In onda prima della chiusura
- Animali Meccanici
- Avengers Assemble
- Bluey
- Calimero
- Callie sceriffa del West[8]
- Cip e Ciop Stories
- Claude
- Curioso come George
- Disney Junior Musica Filastrocche In Musica
- Disney Junior Musica Ninne Nanne
- Disney Junior Musica Pronti Per La Scuola
- Dottoressa Peluche[9]
- Elena di Avalor
- Eureka!
- Fancy Nancy Clancy
- Gigantosaurus
- Gioca con Winnie the Pooh
- Giochiamo con i puppy dog pals
- Henry Mostriciattoli[10]
- Il Regno dei Cuccioli (Palace Pets)
- Io e Topolino
- Io e Winnie the Pooh
- Jake e i pirati dell'isola che non c'è[9]
- La casa di Topolino[11]
- Miles dal futuro[8]
- Mira, Royal Detective
- Molang
- Muppet Babies
- Paprika
- Peppa Pig
- Pikwick Pack
- PJ Masks - Superpigiamini
- Puppy Dog Pals
- Riccioli d'Oro e Orsetto[10]
- Sofia la principessa[12]
- Sunny Bunnies
- The Lion Guard[10]
- Topolino
- Topolino e gli amici del rally
- Topolino - Strepitose avventure
- T.O.T.S. - Trasporto Organizzato Teneri Supercuccioli
- Trulli Tales
- Vampirina
- Zouk

### Precedentemente in onda
- Agente Speciale Oso[11]
- Andy Pandy
- Animali meccanici
- Art Attack[11]
- Art Play
- Babar e le avventure di Badou
- Baby Show
- Bear nella grande casa blu (s. 4)
- Big & Small
- Big Block Sing Along
- Bocconcini
- Boo!
- Bunnytown - La città dei coniglietti[11]
- Cars Toons
- Charlie e Lola
- Chissà Perché
- Choo-Choo Soul[13]
- Chuggington[11]
- Da Il Re Leone: Timon e Pumbaa
- Disney - Il magico mondo degli animali
- Doodlebops
- Ebb e Flo
- Finley spegnifuoco
- Fru e Pelù[14]
- Fuzzy Tales
- Giust'in tempo
- Gli octonauti / Octonauts - Gli Esploratori Del Mare
- Groove High - Una casa di cura di amici e familiari
- Happy Monster Band
- Higglytown Heroes - 4 piccoli eroi (s. 3)
- Hoopla
- I 7N[8]
- I miei amici Tigro e Pooh
- I Numerotti
- Il circo di Jojo
- Il gatto col cappello
- Il giardino magico
- Il libro di Pooh
- Il trenino Thomas (stagioni 1-5)
- Imagination Movers
- Indovina con Jess
- In cucina con Zefronk
- In giro per la giungla[11]
- Johnny e i folletti
- Julius Jr
- La carica dei 101
- La carica dei 101 - La serie
- La casa delle api
- La sirenetta - Le nuove avventure marine di Ariel
- La squadra della fattoria
- Lazy Town
- Little Einsteins[11]
- Louie
- Magic English
- Mamma Mirabelle
- Manny Tuttofare[11]
- Mouk
- Nouky e i suoi amici
- Ooh, Aah & Tu
- Orsetto Rupert: Segui la Magia...
- Ozie Boo!
- Qua la zampa![15]
- Pepi, Briciola e Jo-Jo
- Poppets Town
- Piccolo grande Timmy
- Pigianimali
- Rolie Polie Olie
- Shanna Show
- Small Potatoes
- Stanley
- Tadino il Postino - La Macchina Riparatutto
- Tractor Tom
- Vitaminix
- Zazí
- Zigby

## Ascolti

### Share 24h di Disney Junior
Dati Auditel relativi al giorno medio mensile sul target individui 3+.
|      | Gennaio          | Febbraio         | Marzo            | Aprile           | Maggio        | Giugno        | Luglio        | Agosto        | Settembre     | Ottobre       | Novembre      | Dicembre      | Media anno |
| ---- | ---------------- | ---------------- | ---------------- | ---------------- | ------------- | ------------- | ------------- | ------------- | ------------- | ------------- | ------------- | ------------- | ---------- |
| 2011 | Playhouse Disney | Playhouse Disney | Playhouse Disney | Playhouse Disney | 0,17%         | 0,18%         | 0,17%         | 0.14%         | 0.12%         | 0.11%         | 0.13%         | 0.16%         |            |
| 2012 | 0.14%            | 0.12%            | 0.12%            | 0.12%            | 0.13%         | 0.14%         | 0.13%         | 0.11%         | 0.13%         | 0.14%         | 0.12%         | 0.13%         | 0,13%      |
| 2013 | 0.12%            | 0.13%            | 0.11%            | 0.11%            | 0.10%         | 0.09%         | 0.10%         | 0.08%         | 0.08%         | 0.07%         | 0.08%         | 0.09%         | 0,10%      |
| 2014 | 0.08%            | 0.08%            | 0.08%            | 0.07%            | 0,06%         | 0,10%         | 0.09%         | 0,06%         | 0,06%         | 0,05%         | 0,06%         | 0,07%         | 0,07%      |
| 2015 | 0,08%            | 0,08%            | 0,07%            | 0,06%            | 0,05%         | 0,05%         | 0,07%         | 0,05%         | 0,06%         | 0.06%         | 0.06%         | 0,05%         | 0.06%      |
| 2016 | 0,08%            | 0,08%            | 0,07%            | 0,06%            | 0,05%         | 0,05%         | ND            | 0,07%         | ND            | ND            | 0,07%         | 0,07%         | 0,07%      |
| 2017 | 0,06%            | 0,05%            | 0,05%            | 0,06%            | 0,06%         | 0,05%         | 0,05%         | 0,04%         | 0,05%         | 0,04%         | 0,04%         | 0,06%         | 0,05%      |
| 2018 | 0,05%            | 0,04%            | 0,03%            | 0,03%            | 0,04%         | 0,05%         | 0,04%         | 0,04%         | 0,04%         | 0,04%         | 0,04%         | 0,05%         | 0,04%      |
| 2019 | 0,04%            | 0,03%            | 0,04%            | 0,04%            | 0,03%         | 0,04%         | 0,03%         | 0,02%         | 0,03%         | 0,02%         | 0,02%         | 0,02%         | 0,03%      |
| 2020 | 0,02%            | 0,02%            | ND               | ND               | Canale chiuso | Canale chiuso | Canale chiuso | Canale chiuso | Canale chiuso | Canale chiuso | Canale chiuso | Canale chiuso |            |

Legenda:
- ND = Non disponibile

### Share 24h di Disney Junior +1
Dati Auditel relativi al giorno medio mensile sul target individui 3+.
|      | Gennaio           | Febbraio          | Marzo             | Aprile            | Maggio        | Giugno        | Luglio        | Agosto        | Settembre     | Ottobre       | Novembre      | Dicembre      | Media anno |
| ---- | ----------------- | ----------------- | ----------------- | ----------------- | ------------- | ------------- | ------------- | ------------- | ------------- | ------------- | ------------- | ------------- | ---------- |
| 2011 | Playhouse Disney+ | Playhouse Disney+ | Playhouse Disney+ | Playhouse Disney+ | 0,05%         | 0.06%         | 0.05%         | 0.04%         | 0.05%         | 0.04%         | 0.04%         | 0.06%         |            |
| 2012 | 0.05%             | 0.04%             | 0.04%             | 0.04%             | 0.04%         | 0.07%         | 0.06%         | 0.06%         | 0.05%         | 0.05%         | 0.05%         | 0.05%         | 0,05%      |
| 2013 | 0.05%             | 0.05%             | 0.04%             | 0.05%             | 0.05%         | 0.05%         | 0.05%         | 0.04%         | 0.03%         | 0.03%         | 0.03%         | 0.04%         | 0,04%      |
| 2014 | 0.04%             | 0.04%             | 0.04%             | 0.04%             | 0,04%         | 0,05%         | 0.04%         | 0,04%         | 0,04%         | 0,04%         | 0,05%         | 0,04%         | 0,04%      |
| 2015 | 0,04%             | 0,04%             | 0,04%             | 0,04%             | 0,03%         | 0,03%         | 0,03%         | 0,03%         | 0,03%         | 0.03%         | 0.04%         | 0,04%         | 0.04%      |
| 2016 | 0,04%             | 0,04%             | 0,04%             | 0,04%             | 0,03%         | 0,03%         | ND            | 0,04%         | ND            | ND            | 0,03%         | 0,03%         | 0,03%      |
| 2017 | 0,03%             | 0,03%             | 0,03%             | 0,04%             | 0,03%         | 0,03%         | 0,03%         | 0,03%         | 0,04%         | 0,03%         | 0,04%         | 0,04%         | 0,03%      |
| 2018 | 0,03%             | 0,02%             | 0,02%             | 0,02%             | 0,02%         | 0,02%         | 0,02%         | 0,02%         | 0,02%         | 0,02%         | 0,03%         | 0,02%         | 0,02%      |
| 2019 | 0,02%             | 0,02%             | 0,02%             | 0,02%             | 0,01%         | 0,01%         | 0,01%         | 0,01%         | 0,01%         | 0,01%         | 0,01%         | 0,01%         | 0,01%      |
| 2020 | 0,01%             | 0,01%             | ND                | ND                | Canale chiuso | Canale chiuso | Canale chiuso | Canale chiuso | Canale chiuso | Canale chiuso | Canale chiuso | Canale chiuso |            |

Legenda:
- ND = Non disponibile

## Prodotti
Con la nascita del canale, nelle edicole di tutta Italia vengono distribuiti, con il marchio della Panini, il magazine ufficiale Disney Junior Magazine. Insieme al magazine vengono associati dei giochi in regalo con il personaggio della serie che andava in onda sul canale e la Disney Junior Compilation, l'album musicale con tutte le canzoni delle serie del canale. Dal 2014, inoltre, sempre nelle edicole italiane, viene distribuito il Disney Junior Sticker Album, che i bambini possono riempire con le figurine che ritraggono i personaggi delle serie.